# Устюжанин, Дмитрий Юрьевич
Дмитрий Юрьевич Устюжанин (род. 2 февраля 1976) — российский хоккеист, нападающий. Тренер.

## Карьера
Д. Ю. Устюжанин — воспитанник свердловского хоккея. В 1997—1999 годах играл в клубе, прошедшем путь из суперлиги в первую лигу.
С 1999 года играл в молодёжных лигах Америки.
Вернувшись в Россию в 2001 году, играл в Екатеринбурге, Хабаровске, Новосибирске, Тюмени, Нижнем Новгороде, Волжске.
С 2010 года играет в ВХЛ в составе «Казцинк-Торпедо» (с перерывом в сезоне 2011-12, проведенном в орском «Южном Урале»)
В суперлиге чемпионата России провел 82 игры, набрав 4+4 очка.
В 361 игре в высшей лиге набрал 22+62 очка по системе «гол+пас». В первой лиге в 21 игре набрал 5+10 очков.
В UHL провел 148 игр, набрав 17+66 очков. В WPHL в 21 игре забил 1 шайбу и сделал 6 результативных передач.
В ВХЛ в составе «Казцинк-Торпедо» и «Южного Урала» провел 125 игры, набрав 9+21 очко.